# Кампот
Кампо́т (кхмер. ខេត្តកំពត) — провінція (кхет) у південній частині Камбоджі.

## Демографія
Динаміка чисельності населення провінції за роками:
| 1998    | 2005    | 2008    | 2013    |
| ------- | ------- | ------- | ------- |
| 528 405 | 602 624 | 585 850 | 605 375 |

## Адміністративний поділ
В адміністративному відношенні провінція поділяється на 8 округів, 92 комуни й 483 села.
| Код  | Назва        | Оригінал |
| ---- | ------------ | -------- |
| 0701 | Ангкотьєй    | អង្គរជ្រៃ   |
| 0702 | Бантеаймеах  | បន្ទាយមាស   |
| 0703 | Чхук         | ឈូក       |
| 0704 | Тюмкірі      | ជុំគីរី      |
| 0705 | Дангтонг     | ដងទង     |
| 0706 | Кампонгтрать | កំពង់ត្រាច   |
| 0707 | Кампот       | កំពត      |
| 0708 | Кампонгбай   | កំពង់បាយ    |

## Економіка
Основа економіки провінції — сільське господарство. У провінції вирощують рис, овочі, фрукти та знаменитий кампотський перець. Важливе значення має рибальство й розведення птиці. Виробляється морська сіль і рибний соус. Розвивається туризм.

### Туризм
Провінція Кампот є одним з популярних місць для туристів. Серед пам'яток Кампоту:
- Національний парк Бокор
- водоспади Попоквіль і Тик Чху
- печерні доангкорські храми
- подорожі в приморське містечко Каєп в сусідній провінції